# Ærø
Ærø és una illa de Dinamarca situada a l'entrada sud de l'estret del Petit Belt, al sud de l'illa de Fiònia i a l'est de l'illa de Langeland. Administrativament constitueix el municipi d'Ærø i forma part de la Regió de Syddanmark des del 2007, quan va ser efectiva una reforma territorial. A l'illa hi ha tres ciutats Marstal, la més gran, Ærøskøbing que és la seu municipal i Søby, 14 pobles i diverses granges.
Geomorfològicament parlant l'illa és formada per drumlins, un turons allargats formats per l'acció de les glaceres.
L'illa va perdre els seus boscos fa centenars d'anys, entre la flora es pot destacar la presència d'orquídies com Coeloglossum viride i gentianes com la Gentianella uliginosa. Entre la fauna es poden citar ocells com el tètol cuanegre o el batallaire, entre els insectes, als penya-segats de Voderup (Voderup Klint) es troba el Carabus auratu.